# Nový Smíchov
Nový Smíchov est un centre commercial de Prague, en République tchèque. Ouvert en 2001 par Klépierre, ce centre sur trois niveaux, qui abrite 166 enseignes, est situé dans le quartier de Smíchov.